# Luise Hummel

Luise Hummel  (Bjelovar, 9. listopada 1847. - Linz, 7. prosinca 1917.) - austrijska pedagoginja 
Luise Hummel rođena je u austrijskoj obitelji u Bjelovaru 9. listopada 1847. godine, a kasnije se preselila u Urfahr u Gornjoj Austriji. Od 1882. do 1917. bila je viša gimnazijska profesorica na ženskoj srednjoj školi. Od 1884. do 1916. vodila je tečajeve za odgojiteljice. Godine 1905. dobila je naslov ravnateljice škole u Urfahru. Urfahr je sada okrug grada Linza, trećeg po veličini grada u Austriji, a u vrijeme Luise Hummel bio je zasebna općina, sve dok nije uključen u Linz 1919. godine, malo nakon njene smrti.
Godine 1909. primljena je u odbor Udruženja za ženske interese zbog svojih zasluga u obrazovanju djevojaka.
Luise Hummel bila je jedna od utjecajnih osoba svog vremena u školskom sustavu grada Linza u Austriji. Općenito je bila visoko cijenjena i dobila je nekoliko nagrada za svoj rad. Prije smrti 1917. proglašena je počasnom građankom Urfahra. Od 1955. po njoj je nazvana ulica u Linzu - „Luise-Hummel-Weg”.